# Миссия Фокса
Американская военно-морская экспедиция Фокса — дружественная акция военно-морского флота США: визит в Российскую империю американских кораблей с официальной целью вручить российскому императору Александру II копию резолюции, которая была принята 6 мая 1866 года обеими палатами Конгресса США в связи с попыткой покушения на жизнь императора (4 апреля 1866) и под впечатлением от недавнего убийства президента США Авраама Линкольна.

## Предыстория миссии
4 апреля 1866 года было совершена попытка покушения на российского императора Александра II. 6 мая 1866 года обеими палатами Конгресса США была принята резолюция, поздравляющая российского императора со счастливым избавлением от покушения. Резолюция содержала слова поддержки российского императора: 

«…Конгресс Соединённых Штатов Америки с глубоким прискорбием узнал о покушении на жизнь императора России, учиненном врагом эмансипации. Конгресс шлет свое приветствие Его Императорскому Величеству и русскому народу и поздравляет двадцать миллионов крепостных с избавлением по воле Провидения от опасности государя, уму и сердцу которого они обязаны благодеяниями своей свободы».
— 
Была организована миссия, главой которой был назначен заместитель военно-морского министра США, капитану первого ранга Густаву Ваза Фоксу. Как личный представитель президента Эндрю Джонсона он должен был доставить резолюцию Конгресса. Миссия отправилась в Европу на трех кораблях — пароход «Огаста» (англ. USS Augusta), двухбашенный монитор «Миантономо» (англ. USS Miantonomoh) и вооруженный пароход «Ашуэлот» (англ. USS Ashuelot). Цели отправки эскадры были более широкими, чем просто доставка резолюции.
Кроме доставки резолюции, Фокс должен был выразить царю признательность за неофициальную поддержку в Северного союза ходе Гражданской войны, особенно за дружественный визит эскадры Лесовского. Также операция должна была продемонстрировать европейским нациям инновационную конструкцию монитора и его способность действовать в открытом океане. Наконец миссия должна была по пути туда и обратно посетить ряд европейских держав и попытаться наладить дружеские отношения, что является первым примером политики «демонстрации флага» военно-морским флотом США.
Флотилия отплыла с Ньюфаунленда 5 июня 1866 и достигла Квинстауна в Ирландии 16 июня. Здесь «Ашуэлот» отделился от остальных. Дальнейшее путешествие в Россию продолжили «Миантономо» и «Огаста», под общим командованием капитана «Огасты» Александера Мюррея (Alexander Murray). Они вышли в море 21 июня 1866 и, посетив по пути порты различных государств, прибыли в Гельсингфорс (Хельсинки) 22 июля [3 августа] 1866.

## Пребывание миссии в России
В своей депеше в Морское министерство Российской империи о предстоящем визите американских кораблей российский посланник в Вашингтоне Э. А. Стекль уведомил, что капитан Фокс всегда оказывал должное внимание российским офицерам, посещавших США в государственных целях. Поэтому подчеркнул необходимость оказать ему всяческое уважение.
Император Александр II выделил на прием американской миссии средства из государственной казны и велел принять их с «с русским радушием». Программой пребывания миссии Фокса с российской стороны руководил контр-адмирал С. С. Лесовский, командовавший той самой русской эскадрой, которая посетила с дружественным визитом США в 1863-64 годах, в разгар Гражданской войны. При выходе из гавани Гельсингфорса они были встречены русской броненосной эскадрой, которая сопровождала американцев в качестве почетного эскорта до Кронштадта. 19 июля 1866 года (по американским данным 6 августа) американские корабли достигли Кронштадта.
Один из современников так описывал картину встречи гостей на кронштадтском рейде:

«Величественную картину представлял в тот день кронштадтский рейд. Стены Купеческой гавани пестрели народом, на заднем плане виднелись русская эскадра и массивные укрепления Кронштадта, множество шлюпок и яхт… сновали по всем направлениям… а на переднем плане медленно продвигался „Миантономо“, приветствуемый пушечными выстрелами с фортов и звуками американского национального гимна»— 
.
Прибытие посольства Северо-Американских Соединённых штатов стало событием общенационального масштаба. Глава миссии и сопровождавшие его лица были приняты Александром II, поблагодарившим американцев за сердечный прием, оказанный в США русской эскадре. Царь с членами семьи посетил американские корабли 28 июля [9 августа] 1866.
Находясь в России, делегация Фокса совершила ряд визитов и экскурсий. Делегация Фокса совершила экскурсию к молодому дубку в Царицыно. Он был выращен из желудя с дуба, росшего у могилы первого американского президента Джорджа Вашингтона.
Посетили американцы и петербургского ремесленника-шапочника О. И. Комиссарова. Именно он выбил пистолет из рук покушавшегося на царя Дмитрия Каракозова.
Это был повод для изъявления дружеских чувств россиян к народу США. Демонстрируя российское гостеприимство в честь американцев были организованы многочисленные приемы и банкеты. На балах исполнялся сочиненный в честь американцев галоп «Миантономо». Городская дума Санкт-Петербурга избрала капитана Фокса почетным гражданином города. Американская миссия посетила также Москву, Нижний Новгород, Кострому, Рыбинск, Углич, Тверь и другие города Центральной России.
На одном из приемов министр иностранных дел России А. М. Горчаков выступил с речью, почтив память президента Линкольна 

«этого великого гражданина, который пожертвовал своей жизнью во время исполнения своего долга», и подчеркнул, что проявления сочувствия россиян сеют «между двумя народами, скажу даже между двумя материками, семена взаимного благорасположения и дружбы, которые принесут плоды; они создают предание для будущего и упрочивают отношения, проникнутые истинным духом христианского развития». Министр также отметил, что он особенно ценит установившиеся между двумя странами отношения потому, что «они [страны] не представляют никому ни угрозы, ни опасности… Господь даровал обеим странами такие условия существования, что они вполне могут довольствоваться своей великой внутренней жизнью»— 
.
Во время произнесения этой речи присутствовал корреспондент американской газеты «Нью-Йорк геральд» Оскар Сойер (Oscar Sawyer). Он посчитал речь Горчакова настолько важной, что отправил полный её текст по установленному всего лишь месяц назад телеграфу, заплатив по 5 долларов за слово. Газете эта телеграмма обошлась в 7000 долларов.
Пребывание американского посольства широко освещалось в российской печати и ему были посвящены сотни публикаций в российских газетах и журналах, многочисленные специальные издания. Эти публикации, уровень оказанного американскому посольства приема, подаренные Александром II Фоксу и его спутникам драгоценности, стали убедительным свидетельством дружественных отношений между двумя странами, сложившихся в годы Крымской войны и продолжавшихся после её окончания. Американская миссия отплыла домой 3 [15] сентября 1866 года. В это день неподалеку от гавани, откуда отплывали американские корабли, состоялась казнь Каракозова.

## След в литературе
В 1873 г. была опубликована книга секретаря Фокса Дж. Ф. Лубата (Joseph Florimond Loubat). Narrative of the Mission to Russia, in 1866, of the Hon. Gustavus Vasa Fox, 1873. В ней подробно описывался каждый день пребывания миссии в России. А также приведены подробные сведения о российских государственных и военных деятелях, с которыми встречались члены миссии.
В 1918-19 гг. был издан двухтомник писем Фокса (Confidential Correspondence of Gustavus Vasa Fox, Assistant Secretary of the Navy, 1861-65).